# SMS Condor
Корабль его величества «Кондор» — безбронный крейсер ВМС Германской империи. 4-й корабль типа «Бусард» (состоявшего из пяти кораблей). Киль крейсера был заложен в Гамбурге в 1891, корабль был спущен на воду в 1892 и введён в строй в декабре 1892. «Кондор» был предназначен для несения службы за рубежом. Вооружение крейсера составляли восемь 105 мм орудий объединённых в главную батарею. Крейсер мог развивать скорость в 15,5 узлов (28,7 км/ч).
Большую часть службы «Кондор» провёл за рубежом, сначала в германской восточной Африке в 1890-х, а в 1900-х на станции южных морей в Тихом океане. Крейсер присутствовал в восточной Африке при росте напряженности между Германией и Британией в ходе второй англо-бурской войны в 1899 году. «Кондор» часто использовался для подавления бунтов на германских островах Тихого океана в десятилетие предшествующее Первой мировой войне. В марте 1914 сильно изношенный крейсер вернулся в Германию и был освобождён от службы. В 1916 крейсер был перестроен в блокшив для хранения мин. После окончания Первой мировой войны крейсер был заброшен, а в 1921 разделан на металл.

## Описание
Корпус крейсера был длиной в 83,9 м и 12,7 м шириной, осадка в 4,42 м, водоизмещение в 1 864 т при полной боевой загрузке. Силовая установка состояла из двух горизонтальных трёхцилиндровых паровых машин питаемых от четырёх цилиндрических угольных котлов. Крейсер развивал максимальную скорость в 15,5 узлов (28,7 км/ч) и мог пройти расстояние в 5 460 км на скорости 9 узлов. Экипаж корабля состоял из 9 офицеров и 152 матросов.
Вооружение крейсера составляли восемь 105 мм скорострельных орудий SK L/35 на одиночных опорах, общий боезапас оставлял 800 выстрелов. Орудия били на 10 800 м. Два орудия были размещены рядом на носу, два на каждом борту и два на корме. На борту были также пять револьверных орудий и два 350 мм торпедных аппарата с пятью торпедами, установленных на палубе.

## Служба
«Кондор» получил приказ заменить канонерскую лодку «Эбер» потопленную ураганом накрывшим Апиа (Самоа) в 1889. Крейсер был заложен в 1891 на гамбургской верфи «Блом унд Фосс». Вспышка холеры в Гамбурге затруднила строительство корабля, но тем не менее корпус был достроен в предусмотренный срок и к 23 февраля 1892 был готов к спуску на воду. Вице-адмирал Вильгельм Шрёдер командующий базой на Балтике произнёс речь на церемонии спуска. Капитан-цур-зее фон Боденхаузен директор Kaiserliche Werft в Вильгельмсхафене дал имя кораблю. Спуск на воду произошёл самопроизвольно поскольку прилив начался раньше чем ожидалось. Корабль был достроен 9 декабря того же года и вошёл в строй Кайзерлихмарине. Выход в море «Кондора» отложили до 15 декабря ввиду предосторожностей связанных с холерой.

### База в восточной Африке
2 октября 1894 «Кондор» получил назначение в германскую восточную Африку, его базой стал Дар-эс-Салам, крейсер должен был заменить канонерку «Мёве» (Möwe). Одной из главных причин этого назначения стало давление на Британию, которая утверждалась в бурских республиках: Трансваале и Оранжевой, где у Германии были свои интересы. Находясь в восточной Африке «Кондор» мог быстро ответить на британские действия в регионе. Располагаясь здесь «Кондор» часто ходил между германской восточной Африкой и восточным берегом южной Африки, пока в 1899 не вспыхнула Вторая англо-бурская война. С 15 декабря 1894 года по 1 января 1895 крейсер стоял в Лоуренсу-Маркеш, столице португальской восточной Африки. 27 июня в бухте Делагоа «Кондор» присоединился к «Корморану» (крейсеру того же типа). Ввиду трений между Германией и Британией «Кондор» отправился в Дурбан для ежегодного ремонта, который продлился с 3 августа по 16 ноября. Затем крейсер отбыл в германскую восточную Африку и заменил там однотипный крейсер «Seeadler».
В конце декабря 1895 британцы предприняли т. н. рейд Джеймсона в Трасвааль, что побудило германское военно-морское командование отправить «Кондор» обратно в Лоуренсу-Маркеш в январе 1896. С 14 по 16 июня «Кондор» был отправлен на остров Маэ (Сейшельские острова) для отдыха экипажа, после чего вернулся в восточную Африку. С 26 августа по 25 ноября крейсер находился у Кейптауна, но ввиду протестов, которые получал германский консул граф фон Пфейль «Кондор» отправили обратно в Лоуренсу-Маркеш, где он оставался с 11 декабря по 2 февраля 1897. Делегация с крейсера присутствовала на церемонии железной дороги Претория — Лоуренсу-Маркеш, построенной на германские деньги. В этот период «Кондор» нёс службу вместе с крейсером «Швальбе» (Schwalbe). 3 января 1901 «Кондор» покинул Африку и направился в Германию. При переходе через Северное море крейсер отреагировал на сигнал бедствия, поданный германским пароходом Mawska.

### База на южном море
Находясь в Германии «Кондор» прошёл ремонт корпуса и силовой установки. Два года спустя крейсер был отправлен в Тихий океан, чтобы заменить «Корморан» на базе в южном море. 26 июня 1903 «Кондор» прибыл в Сингапур. В 1904 «Кондор» нёс службу вместе с крейсером «Seeadler» и старой канонеркой «Мёве» (которая к тому времени была переквалифицирована в исследовательский корабль). С июля по сентябрь 1905 «Кондор» подавлял бунт в Германском Самоа. В апреле-мае 1905 крейсер ушёл в Сидней (Австралия) для проведения основного ремонта. Затем «Кондор» доставил имперского губернатора Самоа Вильгельма Солфа на Гавайи, визит продлился с 30 августа по 14 сентября. С 9 марта по 16 мая 1907 и с 10 марта по 18 мая 1908 крейсер проходил ежегодные ремонты в Сиднее. В октябре 1907 «Кондор» был послан к островной цепи Ралик для проведения артиллерийских учений. Учения были предприняты в качестве демонстрации силы для местного племенного вождя, чтобы удержать его от бунта против германских властей.
Вместе с канонеркой «Ягуар» крейсер участвовал в подавлении бунта на Маршалловых островах в сентябре и октябре 1908. В ходе операции крейсер доставил контингент меланезийской пехоты на остров Понпей чтобы подавить трения между племенами на острове. В начале 1909 в Апиа вспыхнул мятеж, поскольку «Кондора» там не было на подавления мятежа были брошены лёгкие крейсера «Лейпциг» и «Аркона». В августе «Кондор» провёл безуспешные поиски имперского парохода Seestern, который пропал по дороге в Брисбен. В июле 1910 «Кондор» встретил в Апиа броненосный крейсер «Шарнхорст» и крейсера «Нюрнберг» и «Эмден» из германской восточно-азиатской крейсерской эскадры в январе 1911 «Кондор» снова отправился на остров Понпей для подавления восстания племени Сокехов, вместе с крейсерами «Лейпциг» и «Корморан».
С 20 мая 1911 по 1 октября 1911 крейсер проходил основной ремонт на Kaiserliche Werft в Циндао. В ходе Агадирского кризиса в ноябре корабль был отправлен на острова Яп с приказом незамедлительно получать сообщения с недавно построенной радиостанции. С 1 марта по 18 апреля 1912 года крейсер прошёл техническое обслуживание в Сиднее. В этом же году его экипаж был увеличен для проведения более масштабной конвойной службы в германских протекторатах. 8 января 1913 «Кондор» был переклассифицирован в канонерку. В ходе базового ремонта в Циндао было обнаружено, что корпус крейсера в очень плохом состоянии. В ноябре, когда «Кондор» находился в Апиа, пришёл приказ идти в Германию. На пути туда крейсер защитил германский пароход «Занзибар» севший на мель у марокканского побережья от враждебно настроенных марокканцев.

### Итог
30 марта 1914 «Кондор» прибыл в Данциг и был отстранён от службы. В 1916 корабль был перестроен в блокшив для хранения морских мин во Фридрихсорте (Киль). В этом качестве «Кондор» служил в ходе Первой мировой войны. Ввиду послевоенных сокращений германского флота крейсер был заброшен. 18 ноября 1920 корпус блокшива был разобран, 8 апреля 1921 продан на металл и в том же году разобран в Гамбурге.